# Chiesa di San Donnino (Parma, Pizzolese)
La chiesa di San Donnino è un luogo di culto cattolico dalle forme neoromaniche, situato in strada Pizzolese 36 a Pizzolese, frazione di Parma, in provincia e diocesi di Parma; è sede di una parrocchia compresa nella zona pastorale della città.

## Storia
Il luogo di culto fu originariamente costruito in epoca medievale; secondo gli storici la sua fondazione risalirebbe all'incirca al 1000, ma la prima testimonianza certa della sua esistenza è databile al 1230, quando l'Ecclesie S. Marie de Puzolesio fu menzionata nel Capitulum seu Rotulus Decimarum della diocesi di Parma tra le dipendenze dell'abbazia di San Michele della Chiusa, pur trovandosi all'interno del territorio amministrato dalla pieve di San Martino dei Bocci. I benedettini istituirono a Pizzolese un priorato, dipendente direttamente dalla Sacra di San Michele.
Tra il XIV e gli inizi del XV secolo il borgo di Pizzolese fu devastato numerose volte e nel 1437 i monaci decisero di rinunciare al priorato, che fu assegnato dal papa Eugenio IV direttamente all'autorità vescovile di Parma. Il pontefice, inoltre, conferì ai fratelli Luca e Galeazzo Centoni il diritto di patronato sull'edificio, di cui finanziarono la ristrutturazione; i lavori furono conclusi nel 1442.
Nel 1515 la chiesa romanica fu profondamente ristrutturata sia negli interni sia negli esterni; nel corso dei lavori fu edificata anche la torre campanaria.
Tra il 1950 e il 1960 il luogo di culto fu interessato da opere di restauro e di consolidamento strutturale; nel 1963 fu inoltre costruita in adiacenza al lato sinistro la Casa della gioventù.

## Descrizione

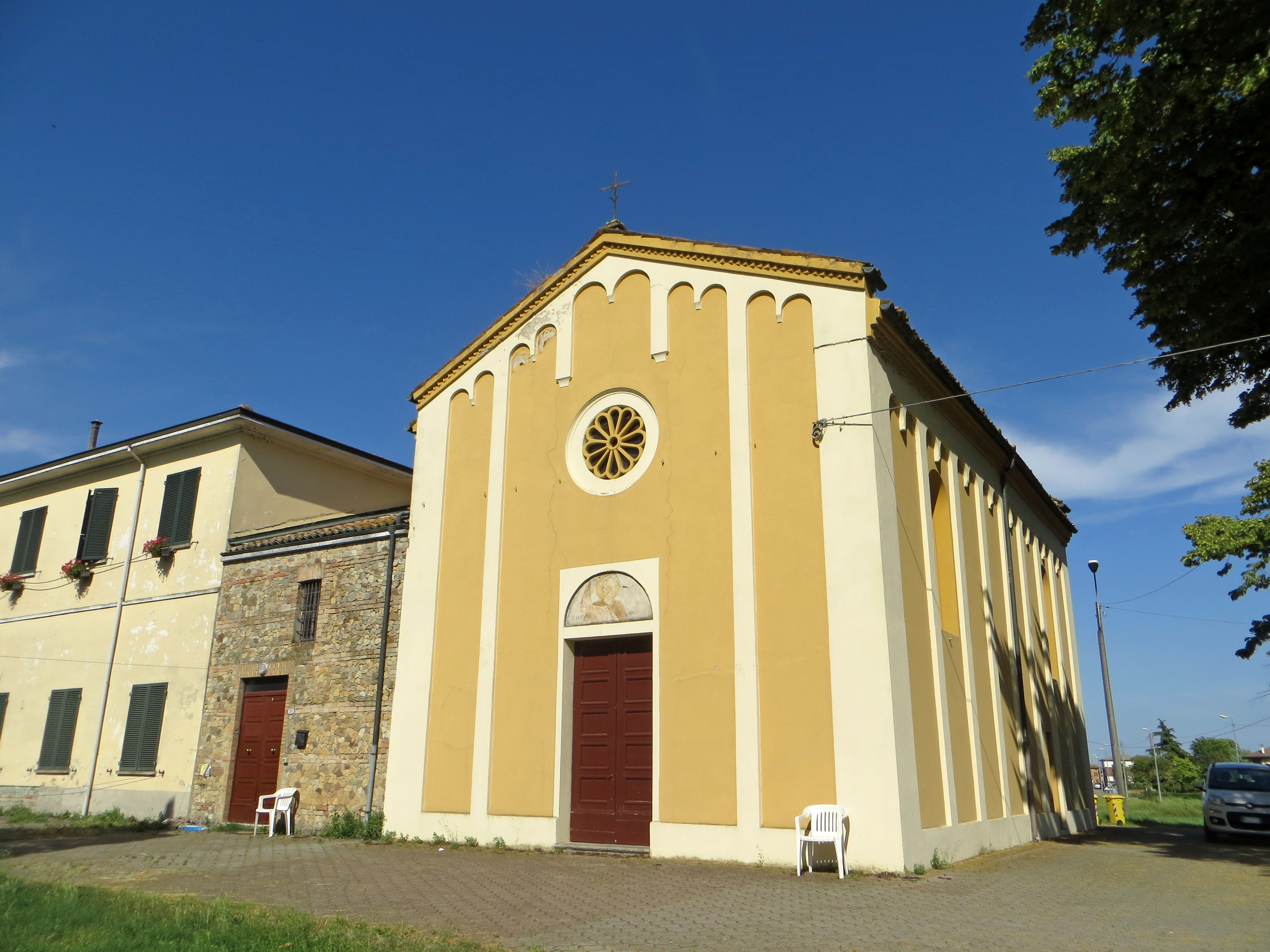
Facciata e lato sud

La chiesa si sviluppa su un impianto a navata unica, con ingresso a ovest e presbiterio a est.
La simmetrica facciata a capanna, interamente intonacata come il resto dell'edificio, è tripartita da quattro lesene, due delle quali, poste sulle estremità, più larghe; al centro è collocato l'ampio portale d'ingresso, delimitato da una cornice e sormontato da una lunetta contenente un affresco raffigurante San Donnino; più in alto si apre un piccolo rosone incorniciato, mentre in sommità, sotto al cornicione dentellato in mattoni, corre lungo gli spioventi del tetto un motivo ad archetti pensili.
Il fianco libero destro, illuminato da due alte monofore strombate ad arco a tutto sesto, è scandito da una serie di lesene e coronato da archetti pensili binati, analoghi a quelli della facciata. Le stesse decorazioni proseguono anche sul prospetto posteriore, da cui aggettano l'abside a pianta rettangolare e, sulla sinistra, il massiccio campanile; la cella campanaria si affaccia sulle quattro fronti attraverso ampie monofore ad arco ogivale.
All'interno la spoglia navata intonacata, coperta da una serie di capriate lignee, è decorata con uno zoccolo marmoreo nella parte inferiore e con un fregio a motivi geometrici in sommità.
Il presbiterio, lievemente sopraelevato, accoglie l'altare maggiore a mensa e l'ambone in marmo, aggiunti tra il 1970 e il 1980 circa; sul fondo l'abside a pianta rettangolare è preceduta dall'arco trionfale, incorniciato in mattoni e decorato con quattro medaglioni raffiguranti gli Evangelisti e con due nicchie ad arco a tutto sesto; l'ambiente, coperto da una volta a crociera costolonata, è illuminato da una monofora ad arco a tutto sesto aperta sul lato destro; sul fondo sono collocati gli stalli del coro tardo-settecentesco.
La chiesa conserva alcune opere di pregio, tra cui un inginocchiatoio settecentesco, un piedistallo ricavato da un mortaio marmoreo quattrocentesco e una pianeta seicentesca.